# Bogenluchgraben
Der Bogenluchgraben ist ein rechter Zufluss der Briese in Brandenburg.

## Verlauf
Der Graben entspringt in einem Waldgebiet östlich von Borgsdorf, einem Ortsteil der Stadt Hohen Neuendorf im Landkreis Oberhavel. Von dort verläuft er rund 1,3 km in südlicher Richtung und quert die Friedensallee, die in östlicher Richtung aus Borgsdorf hinausführt. Anschließend verläuft er rund 950 m weiter in südlicher Richtung und unterquert auf der Gemarkung von Birkenwerder die Friedhofsallee. Im weiteren Verlauf durchquert er den Torfstich und entwässert schließlich westlich der Kolonie Briese in die Briese.